# Heliophanus lineiventris
Heliophanus lineiventris là một loài nhện trong họ Salticidae.
Loài này thuộc chi Heliophanus. Heliophanus lineiventris được Eugène Simon miêu tả năm 1868.